# Falk Fahrenholz
Falk Fahrenholz (* 24. November 1942 in Frankfurt am Main) ist ein deutscher Biochemiker und emeritierter Hochschullehrer an der Johannes Gutenberg-Universität Mainz.
Fahrenholz wurde 1970 an der Goethe-Universität Frankfurt am Main promoviert. Als Post-Doktorand war er an der University of Washington. 1972 bis 1977 war er Arbeitsgruppenleiter am Max-Planck-Institut für Biophysik in Frankfurt am Main und habilitierte sich 1984 in Biochemie. 1992 wurde er außerplanmäßiger Professor und 1997 Professor für Biochemie an der Universität Mainz.
Er befasst sich mit Signaltransduktion in Zellen (zum Beispiel Cholesterol als Modulator von Rezeptorfunktionen), Peptidhormonrezeptoren (wie Vasopressin-Rezeptoren) und den molekularen Grundlagen der Alzheimer-Krankheit, zum Beispiel einer Disintegrin-Metalloprotease (ADAM 10) als Enzym (alpha-Secretase), das das Amyloid-Vorläuferprotein APP abbaut. Er zeigte mit Kollegen, dass die Wirkung von Cholesterol bei der Alzheimer-Krankheit an ADAM 10 ansetzt.
1998 wurde er Ehrendoktor der Universität Danzig. 2000 erhielt er den Erfinderpreis von Rheinland-Pfalz und 2002 den Hirnliga-Preis. 2001 erhielt er die Max-Bergmann-Medaille für Charakterisierung von Ligand/Rezeptor-Wechselwirkungen.